# 943-as busz (Budapest)
A budapesti 943-as jelzésű éjszakai autóbusz az Óbudai autóbuszgarázs és Szentendre, HÉV-állomás között közlekedik. A vonalat a MÁV Személyszállítási Zrt. üzemelteti. Szentendre felé két járat Óbudáról, egy Békásmegyerről indul. Visszafelé a járatok csak Békásmegyer, HÉV-állomásig közlekednek.

## Története
A járat a 2005 őszén bevezetett új éjszakai vonalhálózatnak köszönhetően jött létre, kvázi 'éjszakai HÉV-pótló' jelleggel.
2019 szilveszteréről 2020-ra virradóan a H5-ös HÉV éjszakai üzeme miatt nem közlekedett.

## Útvonala
| Szentendre felé | Békásmegyer felé |
| --- | --- |
| Óbudai autóbuszgarázs vá. – Pomázi út – Aranyhegyi út – Pusztakúti út – Dózsa György utca – Nád utca – Hollós Korvin Lajos utca – Szentendrei út – Ország út – Békásmegyer H vá. – Ország út – Budakalász, Budai út – Pomázi út – Pomáz, Budakalászi út – Árpád fejedelem útja – József Attila utca – Hősök tere – Mártírok útja – Szentendrei út – Szentendre, Dobogókői út – Dózsa György út – Állomás tér – Szentendre H vá. | Szentendre H vá. – Állomás tér – Dózsa György út – Dobogókői út – Pomáz, Szentendrei út – Mártírok útja – Hősök tere – József Attila utca – Árpád fejedelem útja – Budakalászi út – Budakalász, Pomázi út – Budai út – Budapest, Ország út – Békásmegyer H vá. |

## Járművek
A vonalon 2016. november 1-jétől MAN Lion’s City típusú járművek közlekednek.

## Megállóhelyei
| 0                                        |                      | Óbudai autóbuszgarázs végállomás        |    |               |
| 1                                        | Aranyhegyi lejtő     | 960 S72 (Óbuda vasútállomás)            |    |               |
| 1                                        | Ürömhegyi lejtő      | 960                                     |    |               |
| 2                                        | Mészkő utca          | 960                                     |    |               |
| 3                                        | Forrásliget lakópark | 960                                     |    |               |
| 4                                        | Csillaghegy H        | 923, 960                                |    |               |
| 5                                        | Kert sor             | 960                                     |    |               |
| 6                                        | Nád utca             | 960                                     |    |               |
| 7                                        | Pünkösdfürdő utca    | 923, 934, 960                           |    |               |
| 8                                        | 0                    | Békásmegyer H végállomás                | 19 | 923, 934, 960 |
| Budapest–Budakalász közigazgatási határa |                      |                                         |    |               |
| 11                                       | 3                    | Budakalász, Budai út                    | 16 |               |
| 14                                       | 6                    | Budakalász, Lenfonó H                   | 13 |               |
| 15                                       | 7                    | Szentistvántelep H                      | 12 |               |
| Budakalász–Pomáz közigazgatási határa    |                      |                                         |    |               |
| 17                                       | 9                    | Pomáz H                                 | 10 |               |
| 18                                       | 10                   | Pomáz, Dózsa György utca                | 9  |               |
| Pomáz–Szentendre közigazgatási határa    |                      |                                         |    |               |
| 24                                       | 16                   | Szentendre, Papírgyár (↓) Papírgyár (↑) | 3  |               |
| 25                                       | 17                   | Egyetem                                 | 2  |               |
| 27                                       | 19                   | Szentendre H végállomás                 | 0  |               |

Jegyek és bérletek érvényessége:
Vonaljegy: Óbudai autóbuszgarázs – Szentendre H
Budapest-bérlet és Budapest-jegyek: Óbudai autóbuszgarázs – Békásmegyer H
HÉV-bérletek a feltüntetett viszonylatban